# منظمة مخابرات حرس الثورة الإسلامية
منظمة مخابرات الحرس الثوري الإيراني (بالفارسية: سازمان اطلاعات سپاه پاسداران انقلاب اسلامی) هي وكالة من وكالات الاستخبارات الإيرانية تابعة للحرس الثوري الإيراني وأيضا تعتبر جزءًا من مجلس التنسيق المخابراتي الإيراني. يتعاون مع هذه الموسسة المخابراتية مجموعة واسعة من المخبرين الباسيجيين. و كان رئيس سابقها حسين طائب.
و في الان يكن محمد كاظمي رئيسها